# Circondario di Treviglio
Il circondario di Treviglio era uno dei circondari in cui era suddivisa la provincia di Bergamo.
Esistito dal 1859 al 1926, comprendeva i comuni della bassa pianura bergamasca, raggruppati in quattro mandamenti.
Capoluogo del circondario era la città di Treviglio, secondo comune della provincia dopo il capoluogo, e situata nella parte occidentale del circondario.

## Geografia antropica
Nel 1863, la composizione del circondario era la seguente:
- mandamento I di Martinengo
  - Bagnatica; Brusaporto; Calcinate; Cavernago; Cividate al Piano; Corte Nuova; Ghisalba; Martinengo; Mornico al Serio; Palosco
- mandamento II di Romano di Lombardia
  - Antegnate; Barbata; Bariano; Calcio; Covo; Fara Olivana; Fontanella; Isso; Morengo; Mozzanica; Pumenengo; Romano di Lombardia; Torre Pallavicina
- mandamento III di Treviglio
  - Arsago; Brignano Gera d'Adda; Calvenzano; Canonica; Caravaggio; Casirate d'Adda; Castel Rozzone; Fara d'Adda; Fornovo di San Giovanni; Massari Melzi; Misano; Pagazzano; Pontirolo Nuovo; Treviglio
- mandamento IV di Verdello
  - Arcene; Boltiere; Ciserano; Cologno al Serio; Comune Nuovo; Grassobbio; Levate; Lurano; Mariano al Brembo; Osio di Sopra; Osio di Sotto; Pognano; Sabbio; Spirano; Urgnano; Verdellino; Verdello Maggiore; Zanica

### Superficie e confini
Il circondario confinava a nord con il circondario di Bergamo, ad ovest con la provincia di Milano, ad est con la provincia di Brescia, a sud con la provincia di Cremona.
La circoscrizione era delimitata dalla fascia dei fontanili a sud, dal fiume Oglio ad est, dal fiume Adda ad ovest. La circoscrizione non aveva un confine naturale a nord dato che la circoscrizione di Bergamo comprendeva comuni di pianura, di collina e di montagna.

## Storia

### L'istituzione del circondario
In seguito all'annessione della Lombardia dal Regno Lombardo-Veneto al Regno di Sardegna (1859), fu emanato il decreto Rattazzi, che riorganizzava la struttura amministrativa del Regno, suddiviso in province, a loro volta suddivise in circondari. Il circondario di Treviglio fu creato come suddivisione della provincia di Bergamo.
Con l'Unità d'Italia (1861) la suddivisione in province e circondari fu estesa all'intera Penisola, lasciando invariate le suddivisioni stabilite dal decreto Rattazzi.
Nel 1889 la frazione di Crespi del comune di Canonica d'Adda venne aggregata al comune di Capriate d'Adda nel circondario di Bergamo.
Nel 1897 i comuni di Bagnatica e Brusaporto vennero aggregati al circondario di Bergamo.

### La soppressione
Il circondario di Treviglio venne soppresso nel 1926 e il territorio assegnato al circondario di Bergamo.